# Eurypauropus spinosus
Eurypauropus spinosus är en mångfotingart som beskrevs av John Adam Ryder 1879. Eurypauropus spinosus ingår i släktet Eurypauropus och familjen Eurypauropodidae. Inga underarter finns listade i Catalogue of Life.